# 姫始め
姫始め（ひめはじめ）とは、頒暦の正月に記された暦注の一。

## 概要
1月2日の行事であるが、由来は諸説あってはっきりしておらず、本来は何をする行事であったのかもわかっていない。正月に軟らかく炊いた飯（=姫飯〈ひめいい〉）を食べ始める日とも、「飛馬始め」で馬の乗り初めの日とも、「姫糊始め」の意で女が洗濯や洗い張りを始める日ともいわれる。現代一般には、その年になって初めて夫妻などが性交することと認識されている。
これはかつての仮名暦の正月の初めに「ひめはじめ」とあったのが、その解釈をめぐって多くの説が生じたものである。真名暦には「火水始」とあった。卜部家の秘説があるといわれた。

## 諸説
最も有力な説は、正月の強飯（こわいい。蒸した固い飯。別名「おこわ」）から、初めて姫飯（ひめいい。柔らかい飯）を食べる日というものである。昔は、祭の間には強飯を食べ、祭が終わると姫飯を食べていた。
『和名抄』（『和名類聚抄』）では「糄𥻨」をヒメと訓じ、「非レ米非レ粥之義」（レは返り点）と注されているから、飯のことであると解されている。上代の飯は強飯で（上述）、姫飯はより水分の多いやわらかなものであるが、一方で、粥はシルカユと訓むから、糄「米索」はそれよりも濃い粥であるという。一説に、「非レ米」の音でヒメという、という。『資益王記』に、正月1日の諸社遙拝のあとに、次看経、次御コワ、次比目始とあるのが、すなわちこれであり、『春曙抄』に「飯の類なり、米は蓬莱台に始り、粥は七種に始まる。飯の始もまたあるべし、何ぞ馬乗始ありて飛馬始あらんや」といい、『東牖子』に「いづれ暦の糄「米索」始は粥のくひはじめなるべし、元旦に雑煮を食し初めて、而して後にひめはじめあり」といい、後世の姫糊（ひめのり）にいうヒメも同じであるという。

また、藤原彦麿の随筆『傍廂』（片ひさし）1巻には、
「故師伊勢貞丈大人の云く、初春のひめはじめは、諸説まちまちなれど、皆とるに足らず、むかしより世俗のいひ来れる男女交合の始なり」
「親子兄弟の中にては、つつましさにさともえいはぬは、好色淫奔の心を恥づればなるべし、さる故に小ざかしき人は糄𥻨始なりといへり、和名抄に糄𥻨比女とあるは、衣につくる糊なり、誤りて食物と思へり、よしや常の飯にしても毎日くへば、何ぞ其始をいふべき、さればひめはじめは糄𥻨にも姫にも飛馬にもかかはる事にあらず」
とある。その伊勢貞丈は『安斉随筆』で、姫はじめに関する後人の諸説は「みな出所なき推量なり」としているから、事実ははやくにすたれ、暦の上にのみ残ったものであるとされる。

### その他諸説一覧
- 姫飯（ひめいい）始め - 正月に初めて炊く軟らかめの飯。
- 飛馬（ひめ）始め - 乗馬初めの日。『梁塵秘抄』の用字であるといい、しかし別に「馬乗始」があるから当たらないとしりぞけられる。
- 火水（ひめ）始め - 火や水を初めて使う日。
- 女伎（ひめ）始め - 衣服を縫い始める日。
- 秘め始め - 夫婦が初めて秘め事をする日。
- 姫糊始め - 女性が洗濯・張物を始める日。
- 日見始め - 『理斉随筆』の説。